# Solbergfjorden
69°7′59.621″N 17°39′13.162″Ø / 69.13322806°N 17.65365611°Ø
Solbergfjorden er en fjord på sydøstsiden af øen  Senja i Troms og Finnmark fylke i Norge. Den ligger i kommunerne Tranøy, Dyrøy, Lenvik og Sørreisa. Fjorden strækker sig 27 km  mod nordøst til Tømmervika i Sørreisa. 
I vest starter fjorden mellem Tranøya i nord og Dyrøya i syd. I vest grænser fjorden til Tranøyfjorden som går mod syd til Vågsfjorden. I øst går Reisfjorden mod syd til byen Sørreisa, mens Finnfjorden går nordover til Finnsnes og Gisundet på østsiden af Senja. 
De største bebyggelser langs fjorden er bygderne Skatvik, Solberg, Vangsvika, Rubbestad og Russestad på Senja. På fastlandet på sydsiden af fjorden ligger bygder Espenes og Forstrand i Dyrøy. 
På nordsida af fjorden går Fv231 og Fv227 og på sydsiden går Fv211 og Fv212. Længst mod øst i fjorden går Riksvei 86. 